# Gonna Ball
Gonna Ball è il secondo album del gruppo rockabilly degli Stray Cats. Fu pubblicato solo in Inghilterra. Cinque brani compresi nell'album, tra cui Baby Blue Eyes e Little Miss Prissy, furono pubblicati anche sul loro primo album americano Built for Speed.
Gonna Ball non ottenne lo stesso successo dell'album di debutto del gruppo, Stray Cats, e inoltre ricevette alcuni giudizi negativi da parte della critica. Questo album non fu prodotto da Dave Edmunds, produttore del primo album, ma da Hein Hoven.

## Tracce
1. Baby Blue Eyes
2. Little Miss Prissy
3. Wasn't That Good
4. Cryin' Shame
5. (She'll Stay) Just One More Day
6. You Don't Believe Me
7. Gonna Ball
8. Wicked Whisky
9. Rev It Up & Go
10. Lonely Summer Nights
11. Crazy Mixed-Up Kid